# Paprocany
Paprocany (niem. Paprotzan) – dzielnica Tychów położona w południowej części miasta.
Dzielnica graniczy ze Śródmieściem i z Cielmicami.
Paprocany znane są z Portu Pieśni Pracy (jednego z największych festiwali szantowych w południowej Polsce), festiwalu im. Ryśka Riedla (w latach 1999–2008), Jeziora Paprocańskiego oraz licznych gatunków flory i fauny.
Tuż przy południowo-zachodnim brzegu jeziora (już w granicach gminy Kobiór), znajduje się zabytkowy pałac myśliwski w Promnicach. Natomiast na północno-wschodnim brzegu jeziora znajduje się kompleks wypoczynkowy.
U zbiegu ulic Sikorskiego i Parkowej znajduje się obelisk upamiętniający urodzonego tu rzeźbiarza Augusta Kissa.

## Nazwa
Nazwa dzielnicy pochodzi od polskiej nazwy rośliny leśnej paproci (Polypodiopsida Cronquist). Nazwę tę jako źródłosłów miejscowości – „von paproć = Farrenkraut” podał niemiecki nauczyciel Heinrich Adamy. W swoim dziele o nazwach miejscowych na Śląsku wydanym w 1888 r. we Wrocławiu jako starszą od niemieckiej wymienia on nazwę w polskiej formie – „Paprociny”, podając jej znaczenie „Farrenkrautort”, czyli po polsku „Miejscowość paproci”. Niemcy zgermanizowali nazwę na Paprotzan, w wyniku czego utraciła ona swoje pierwotne znaczenie.
W dokumencie sprzedaży dóbr pszczyńskich wystawionym przez Kazimierza II cieszyńskiego w języku czeskim we Frysztacie w dniu 21 lutego 1517 r. wieś została wymieniona jako Paproczany.

## Historia
Zanim w wyniku procesów urbanizacyjnych Paprocany stały się częścią Tychów, były one osobną wsią. Pierwsza wzmianka o Paprocanach pojawia się w Liber beneficiorum Jana Długosza. Paprocany wymieniane są jako wieś należąca do parafii lędzińskiej (ok. 1450 r.).
Miejsce walk powstańczych podczas I powstania śląskiego. Do 1950 r. miejscowość była siedzibą gminy Paprocany.

## Tranzyt
Paprocany mają dobrze rozwiniętą infrastrukturę drogową – przez tę dzielnicę biegnie dwujezdniowa ul. Sikorskiego, łącząca południowe dzielnice Tychów z drogą krajową nr 1. Dodatkowo przez tę dzielnicę kursują trolejbusy i autobusy ZTM – w dzielnicy Paprocany znajduje się jedna z dwóch pętli trolejbusowych w mieście. Znajduje tam się również rondo im. Zesłańców Sybiru, koło którego stoi pomnik Zesłańców Sybiru (odsłonięty w kwietniu 2008 r.). Przez Paprocany przebiega również ul. Armii Krajowej – jedna z najbardziej ruchliwych ulic w Tychach.

## Galeria

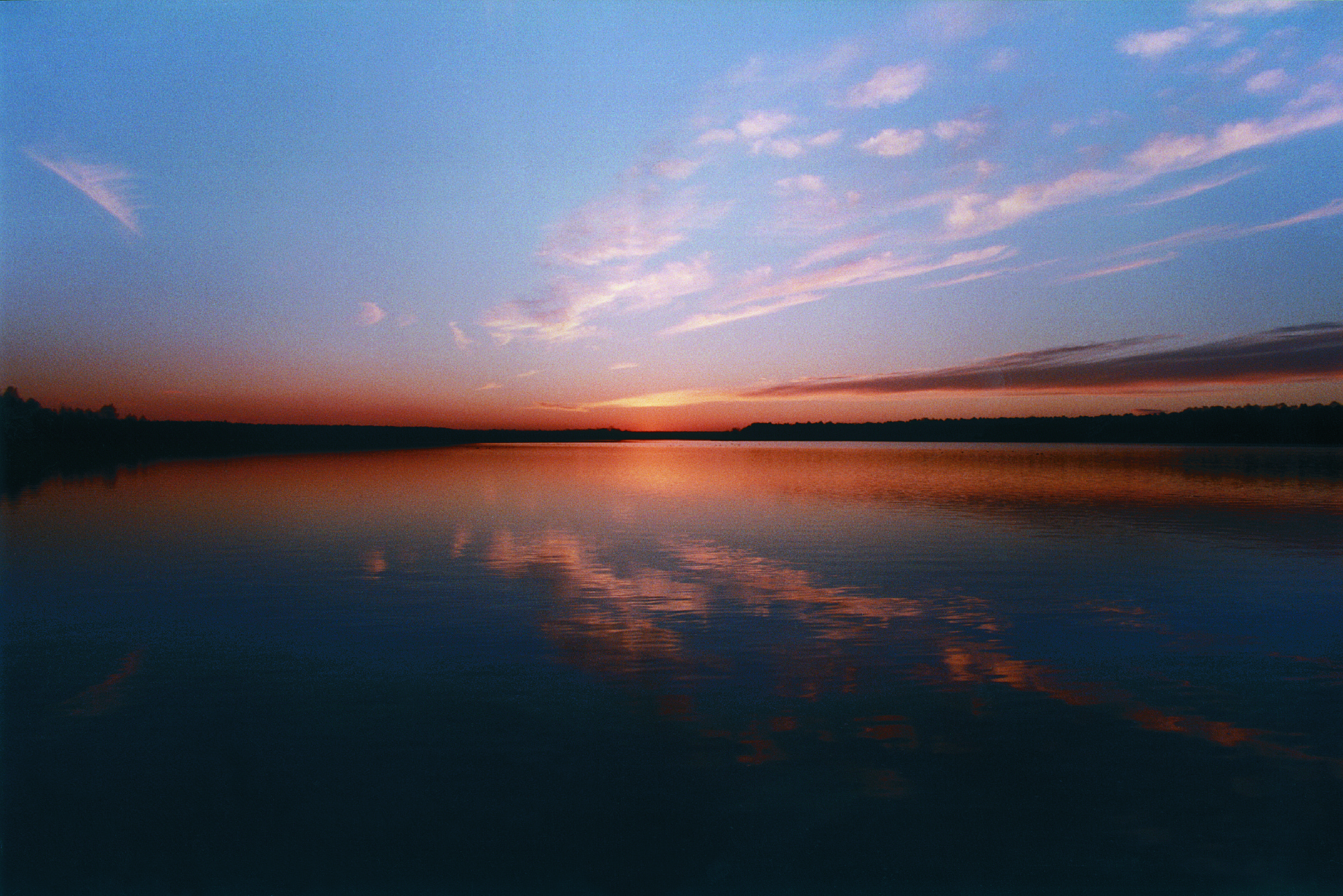
Jezioro Paprocańskie
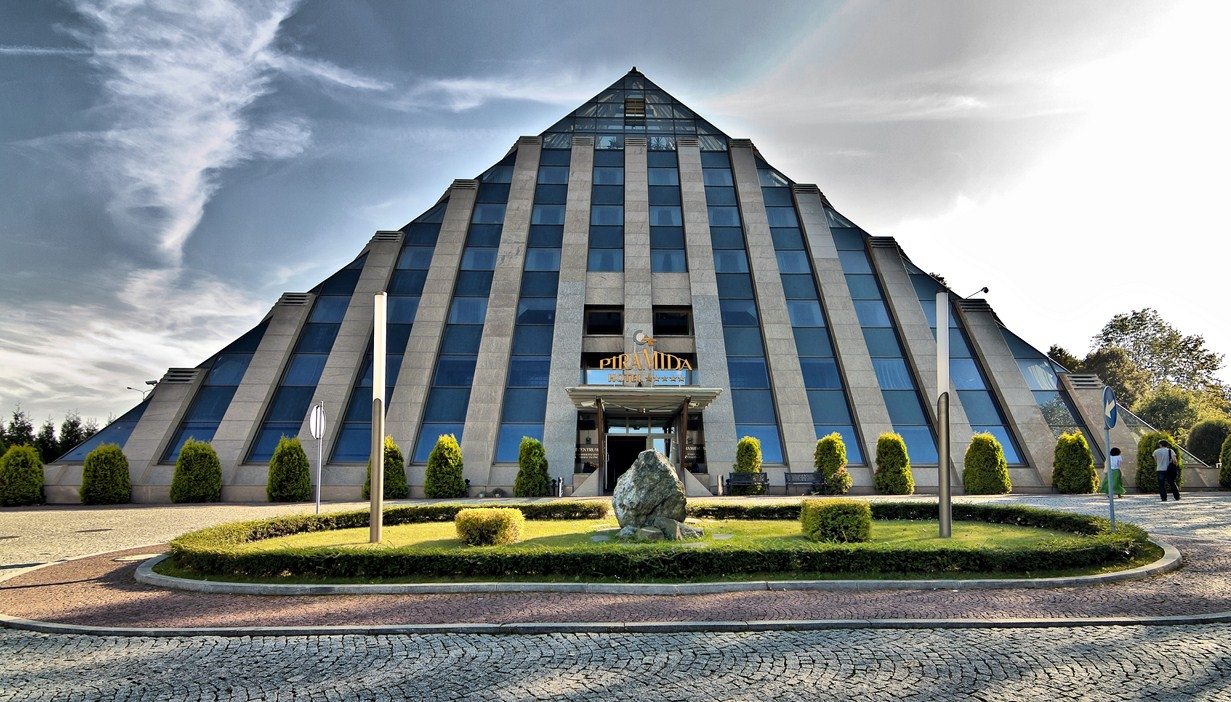
Hotel Piramida
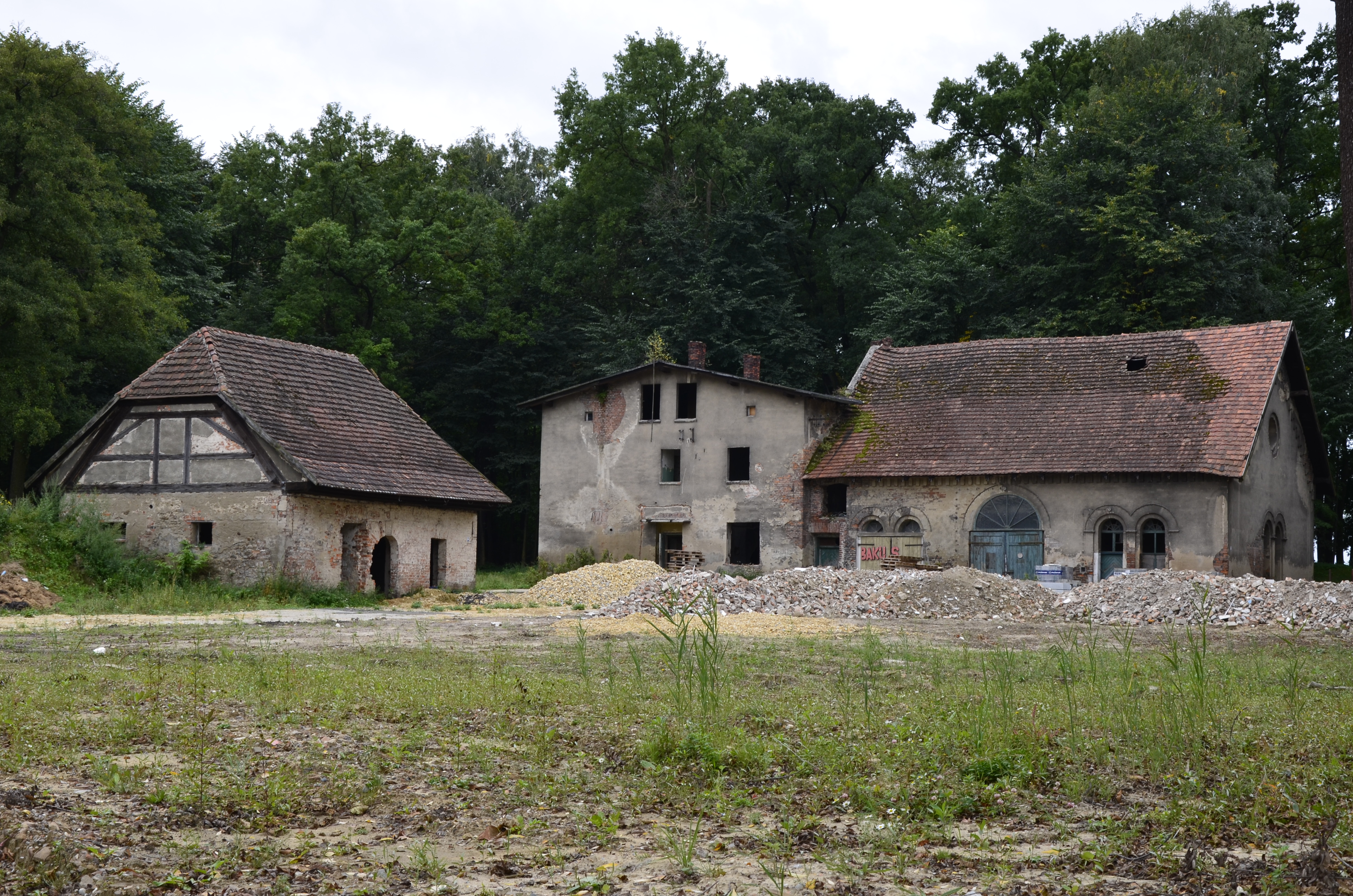
Huta Paprocka
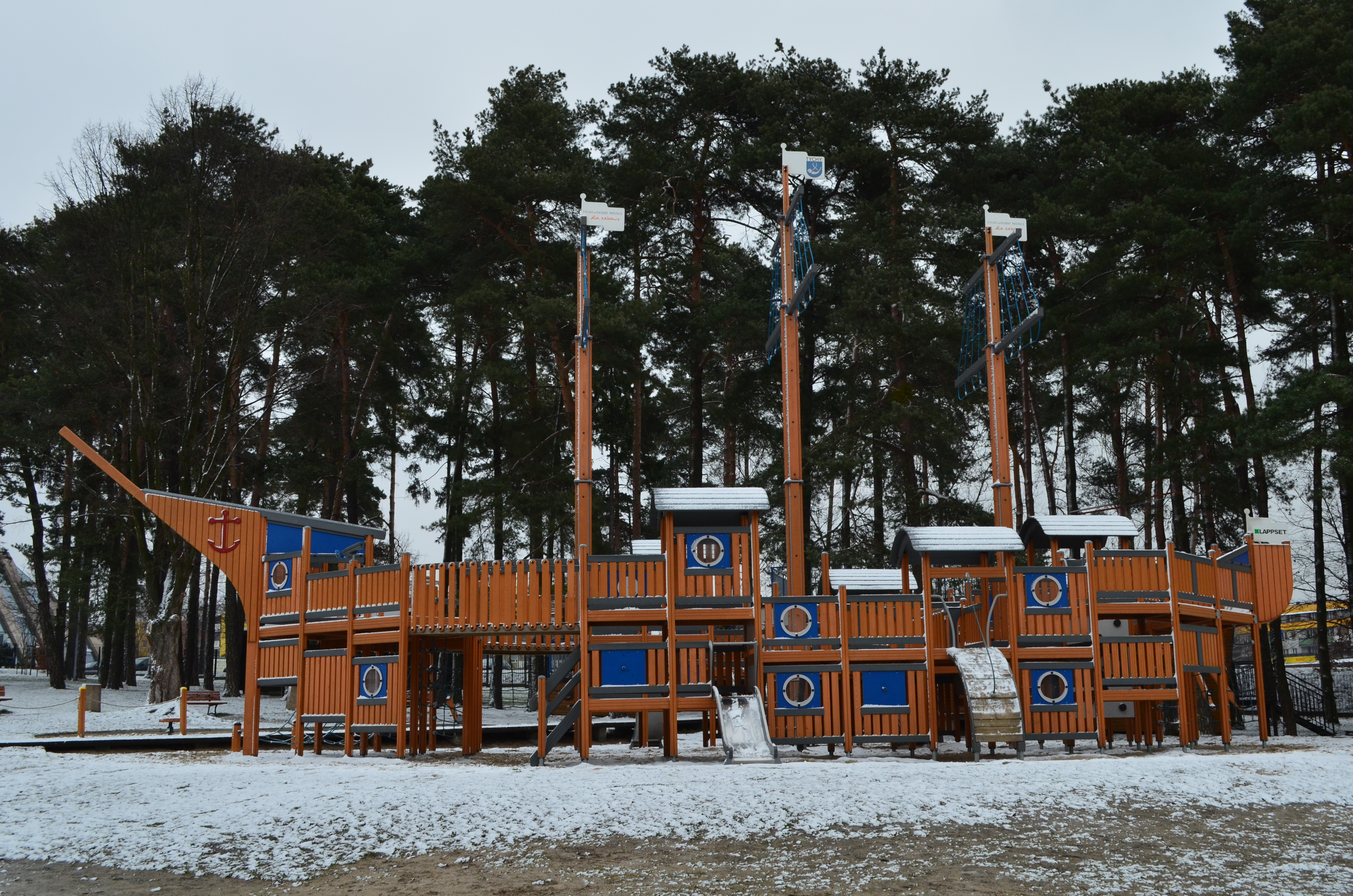
Statek – wodny plac zabaw, OW Paprocany